# Hall of Railway Heritage
Die Hall of Railway Heritage war ein Eisenbahnmuseum in Bangkok, Thailand. 

## Lage und Geschichte
Das Museum lag im westlichen Teil des Chatuchak Park (Kampaeng Phet 3 Rd., Chatuchak), Bangkok. Die große Ausstellungshalle zeigte bedeutende Ausstellungsstücke und wurde vom Thai Railfan Club gemanagt. Dort waren Dampflokomotiven, Eisenbahnwagen und Eisenbahnmodelle ausgestellt. Die Geschichte der weltweiten Entwicklung der Eisenbahn wurde erläutert. Wegen sinkender Besucherzahlen wurde es am 23. Oktober 2012 dauerhaft geschlossen.

## Ausstellungsstücke
Verschiedene Dampflokomotiven, Diesellokomotiven und Eisenbahnwagen sowie eine rollende Leihbücherei waren ausgestellt. Das Prunkstück war ein Hospital-Zug, für den König Rama V. Teakholz aus Brasilien bestellt hatte, und dann den Zug in England bauen ließ, von wo er per Schiff über Malaya nach Bangkok transportiert wurde. Durch ihn sollte die medizinische Versorgung von abgelegenen Städten und Provinzen verbessert werden.
Die zweiachsige japanische Dampflokomotive Nr. 10089 der japanischen Firma Kyosan Kogyo war eine Schmalspurlok, die niemals verwendet wurde. Sie war bestellt worden, um Zuckerrohr von den Plantagen zur Zuckerfabrik zu bringen. Es war vermutlich die letzte Lokomotive des japanischen Herstellers, bevor dieser geschlossen wurde. Sie war in einem hervorragenden Zustand. Heute wird sie im Thong Somboon Club Freizeitpark eingesetzt.
Koordinaten: 13° 48′ 39,8″ N, 100° 33′ 25″ O